# Ladislaus Vidor
Ladislaus Vidor, eigentlich László Vidor, in den USA Leslie Vidor (* 13. April 1914 in Preßburg, Österreich-Ungarn; † 4. Oktober 1965 in Mexiko-Stadt), war ein ungarisch-US-amerikanischer Filmeditor, der seit 1938 in den USA lebte.

## Leben und Wirken
Der aus dem heutigen Bratislava stammende László Vidor durchlief in Wien zu Beginn der 1930er Jahre eine Rundumausbildung bei der Sascha-Film und begann unter dem eingedeutschten Vornamen „Ladislaus“ im Alter von 20 Jahren erstmals als Editor zu arbeiten. Vidors frühe Arbeiten waren ausschließlich Emigrantenfilme, an denen vornehmlich aus Deutschland geflohene Juden beteiligt gewesen waren. Oft stand dort sein Bruder Zoltan Vidor hinter der Kamera. Seine letzte deutschsprachige Arbeit war die in Wien und am Plattensee entstandene ungarische Produktion Die entführte Braut (auch bekannt unter Roxi und ihr Wunderteam).
Da auch er Jude war, musste Vidor infolge des Anschlusses Österreichs Ende März 1938 seine Wahlheimat Wien fluchtartig verlassen. Bereits Ende desselben Monats erreichten er und sein Bruder via England die USA, wo Vidor, der sich nun fortan „Leslie“ nannte, nur schwer Anschluss an die dortige Filmindustrie knüpfen konnte. Seine erste Filmarbeit in der neuen Heimat wurde 1939 der Schnitt des jiddischsprachigen Films Mirele Efros. Am 24. Juli 1953 wurde Ladislaus „Leslie“ Vidor in den USA eingebürgert. Ende der 1950er Jahre erhielt er regelmäßige Aufträge als Editor bei B-Kinofilmen und Fernsehserien wie Rauchende Colts. Er starb 1965 während eines Aufenthalts in Mexiko und wurde auf den Mount Sinai Memorial Parks and Mortuaries in den Hollywood Hills beigesetzt.

## Filmografie
- 1934: Ein Stern fällt vom Himmel
- 1934: Bretter, die die Welt bedeuten
- 1935: Tagebuch der Geliebten
- 1936: Heut’ ist der schönste Tag in meinem Leben
- 1936: Fräulein Lilli
- 1937: Die entführte Braut
- 1939: Mirele efros
- 1940: Overture to Glory
- 1957: Back from the Dead
- 1957: Ride a Violent Mile
- 1957/58: Have Gun – Will Travel (TV-Serie)
- 1958: Die Rache des Texaners (Cattle Empire)
- 1955–1959: Rauchende Colts (Gunsmoke, TV-Serie)